# آنتونی آونی
آنتونی آونی (به انگلیسی: Anthony Aveni) (زاده ۱۹۳۸) یک نویسنده، مردم‌شناس و ستاره‌شناس آمریکایی است. بیشتر تحقیقات او در زمینه دوران پیشاکلمبی در قاره‌های آمریکا می‌باشد. وی هم‌اکنون در دانشگاه کولگیت فعالیت دارد.